# Lemonbabies
Le Lemonbabies sono state un gruppo musicale pop tedesco formato a Berlino nel 1990 e attivo fino al 2002.

## Storia
Le Lemonbabies sono inizialmente una girl band composta da quattro musiciste tedesche, originalmente influenzate da sonorità sospese tra garage punk e pop.
Agli esordi il gruppo comprende: Diane Weigmann alle tastiere, Gina V. D'Orio alla chitarra, Kaja Vetter al basso e Julia Gehrmann alla batteria. Questa prima formazione dà alle stampe l'EP Fresh 'n' Fizzy nel 1991, pubblicato dall'etichetta berlinese Twang! Nel 1993 esce il 7" Maybe Someday, dopodiché Gina V. D'Orio viene rimpiazzata da Dodo. La nuova formazione dà così alle stampe nel 1994 il primo album Poeck It!, primo loro disco a venir registrato in uno studio professionale.
Le vendite del disco e le recensioni positive, permettono al gruppo di passare dalle etichette indipendenti alle quali si erano fin ad allora affidate, alla major Sony. Per la sottoetichetta della Sony, Dragnet Records, pubblicano quindi il singolo successivo Nothing I Can Do. Escono quindi l'album Pussy Pop e il singolo Keep You In My Arms, che rappresentano una svolta per il gruppo che, dalle originarie radici garage punk, devia decisamente verso un genere più marcatamente power pop. Nel 1996, successivamente all'uscita del singolo Keep You In My Arms, il gruppo si prende una pausa, sciogliendosi temporaneamente.
Nel 1998 il gruppo ritorna con una formazione rinnovata, della precedente rimangono solamente Diane Weigmann e Julia Gehrmann, mentre entrano Katy Matthies alle tastiere e Barbara Hanff al basso. Questa nuova line-up dà così alle stampe il nuovo album Porno, sulla cui copertina le quattro ragazze compaiono completamente nude, riaffermando marcatamente la caratteristica sexy data al loro stile. Lo stile musicale è completamente cambiato, sostituendo la strumentazione di carattere rock-pop con sonorità maggiormente elettroniche e dance.
Nell'ultimo album del 2000, Now + Forever, le sonorità ritornano alle origini power pop e fanno la loro riapparizione le chitarre di Pussy Pop.

## Formazione
- Diane Weigmann: tastiere (1990-2002)
- Julia Gehrmann: batteria (1990-2002)
- Kaja Vetter: basso (1990-1996)
- Gina V. D'Orio: chitarra elettrica (1990-1993)
- Dodo: chitarra elettrica (1993-1995)
- Katy Matthies: tastiere (1998-2002)
- Barbara Hanff: basso (1998-2002)
- Lina Van De Mars: batteria (?-2000)

## Discografia

### Album
- 1994 - Poeck It
- 1995 - Pussy! Pop
- 1998 - Porno
- 2000 - Now + Forever

### EP
- 1991 - Fresh 'N Fizzy

### Singoli
- 1991 - Maybe Someday
- 1995 - Nothing I Can Do
- 1996 - Keep You In My Arms
- 1998 - Don't Look Back
- 1998 - Diving
- 1999 - Carry On
- 2000 - As Long As You Wait For Me
- 2001 - Wake Up